# Kamandar Madżydow
Kamandar Bafalijewicz Madżydow (ros. Камандар Бафалиевич Маджидов; azer. Kamandar Bafəli oğlu Məcidov; biał. Камандар Бафаліевіч Маджыдаў, Kamandar Bafalijewicz Madżydau; ur. 17 października 1961 w Dmanisi) – radziecki i białoruski zapaśnik w stylu klasycznym. Urodził się w Gruzji a z pochodzenia jest Azerem. W latach 80. przeniósł się z rodzicami do Mińska.
Nie pojechał z reprezentacją ZSRR na Igrzyska w Los Angeles 1984 z powodu bojkotu a w Seulu 1988 zdobył złoty medal w wadze do 62 kg. W barwach Białorusi na Igrzyskach w Atlancie 1996, czwarty w wadze do 69 kg. Pięciokrotny uczestnik Mistrzostw Świata, najlepszy w 1986 i 1989 roku. Trzykrotny Mistrz Europy w 1984, 1985 1991. Pierwszy w Pucharze Świata w 1990.
Pięciokrotny medalista mistrzostw ZSRR, złoty w 1991. W 1992 mistrz WNP. W 1994 został trenerem zapaśniczej reprezentacji Białorusi.